# Rosária da Silva
Rosária da Silva (Golungo Alto, 4 de abril de 1959) é uma escritora e poetisa angolana.

## Vida
Rosária da Silva nasceu em 4 de abril de 1959 em Golungo Alto, na província de Cuanza Norte, ainda na colônia portuguesa de Angola. Após o ensino secundário, estudou educação com ênfase em linguística portuguesa no Instituto Superior de Ciências da Educação de Luanda.
Nos anos 1980, foi co-autora da revista Kilimba onde publicou principalmente poemas e artigos na categoria "Cultura e Mulher". Em 1984, integrou a Brigada de Jovens Literários do Lobito. Em 1987, participou no primeiro encontro de jovens autores angolanos. Nas décadas de 1980 e 1990, também escreveu no caderno "Vida e Cultura" no periódico estatal Jornal de Angola. Silva exerceu a sua atividade não só como escritora, mas também dedicou-se ao teatro e à música. Escreveu peças como "A falta de casas" e "Conflitos" e "Ilusão". As duas últimas foram encenadas em 1985 e 1989, respectivamente. Desde 1988 é membro titular da União dos Artistas e Compositores de Angola (UNAC). Dos anos 1980 aos 1990, ela lecionou em um colégio interno.
Publicado em 1999, o primeiro romance de Rosária da Silva intitula-se "Totonya". É considerada uma das primeiras romancistas da história da literatura angolana. O livro recebeu a menção honrosa do Prémio Literário António Jacinto. "Totonya" tem cenas de sexo explícito que protestam fortemente contra o abuso físico e psicológico das mulheres. Silva mostrou nas suas obras — do teatro à literatura — sobretudo as perspectivas dos angolanos. Ela era incomum entre seus pares angolanos por ter ido além das raízes da luta de classes marxista para questões de corpo político e tradição versus modernidade.

Rosária da Silva atua como diretora provincial de mídia na província do Cuanza Norte e é também diretora-geral da revista mensal regional "Kilombo - Kwanza Norte Actualidade". 